# Tofu (webserie)
Tofu è una serie documentaristica britannica del 2015 creata da Russell T Davies e presentata dal giornalista e conduttore di YouTube Benjamin Cook, resa disponibile su 4oD, il servizio video-on-demand di Channel 4. L'opera, insieme alle serie Cucumber di Channel 4 e Banana di E4, si concentra su una gamma di atteggiamenti sessuali nel ventunesimo secolo dal punto di vista della gente comune. Come Cucumber e Banana, il nome della serie si riferisce alla stessa scala urologica della durezza dell'erezione maschile che inizia al tofu, passa attraverso la banana sbucciata e finisce con il cetriolo (ciò dai canoni usati da uno studio europeo che ha ispirato Davies).

## Produzione
Tofu è stato commissionato nel 2013 come opera gemella ai drammi di Davies Cucumber e Banana. In sviluppo dal 2006, Cucumber è stato annunciato insieme alla serie Banana e alla serie web Tofu nel novembre 2013. Il tofu è un alimento fatto coagulando il latte di soia e poi premendo la cagliata risultante in soffici blocchi bianchi in gradazioni di consistenza morbida, compatta o extra ferma.
Descritto dal canale come uno "sguardo anarchico e divertente al sesso", Tofu esplora i problemi che sorgono in Cucumber e Banana attraverso varie interviste agli attori ma anche nei confronti di gente comune. La ricerca dei partecipanti è iniziata nel luglio del 2014, ed era aperta a tutti gli over 18, indipendentemente dall'orientamento sessuale, dall'identità di genere o dalla storia sessuale; gli interessati dovevano inviare ai produttori di Red Production Company un video di 90 secondi nel quale descrivevano le loro "migliori scappatelle".

## Episodi
Il giornalista e Youtuber Benjamin Cook ospita la gente comune che discute una varietà di atteggiamenti nei confronti del sesso. With Geek sottolinea che, sebbene non siano legati alla narrativa di Cucumber e Banana, trattano il sesso "con tutta la franchezza delle altre serie gemelle". Tofu offre una "visione onesta, non giudicante e divertente del sesso e della sessualità nello stesso modo in cui Cook 'Becoming Youtube' ha fatto per la comunità di Youtube".
| N° | Titolo            | Prima TV UK      | Prima TV Italia |
| -- | ----------------- | ---------------- | --------------- |
| 1  | Good Sex, Bad Sex | 22 gennaio 2015  | inedita         |
| 2  | Sex Talk          | 29 gennaio 2015  | inedita         |
| 3  | Not Having Sex    | 5 febbraio 2015  | inedita         |
| 4  | Coming Out        | 12 febbraio 2015 | inedita         |
| 5  | Teenage Lust      | 19 febbraio 2015 | inedita         |
| 6  | Queer as Fuck     | 26 febbraio 2015 | inedita         |
| 7  | Instasex          | 5 marzo 2015     | inedita         |
| 8  | Filthy, Dirty Sex | 12 marzo 2015    | inedita         |

## Critica
Rivedendo il primo episodio, Oli Dowdeswell di SoSoGay ha descritto lo spettacolo come "un concetto interessante, ma che non funziona il 100% delle volte". Dowdeswell ha elogiato i segmenti dell'intervista dell'episodio, ma è stato meno positivo riguardo alla drammatica vignetta "mini-Black Mirror", che a suo avviso era fuori luogo in una serie di documentari.
Sam Wollaston in The Guardian ha scritto che, nonostante gli episodi siano "gloriosamente, esplicitamente, trionfalmente gay fino al midollo", non si è sentito escluso né ha percepito gli argomenti come estranei.